# Rinconada Santa Anita
Rinconada Santa Anita es una localidad del estado mexicano de Jalisco. Es parte del municipio de Tlajomulco de Zúñiga.

## Demografía
| Censo | Población |
| ----- | --------- |
| 2010  | 250       |
| 2020  | 1 373     |